# 天宙和平統一家庭黨
天宙和平統一家庭黨，又稱家庭黨，是統一教會於中華民國台灣地區所成立的極右翼政黨，該黨主張社會保守主義、反世俗主義與神主義（Godism），反對同性婚姻。該黨宗旨為建立台灣天一國。该党为台湾著名的保守反同组织護家盟的同行组织。

## 歷史
天宙和平統一家庭黨成立於2014年7月20日，首任主席為世界基督教統一神靈協會（統一教）前協會長張全鋒（已逝），為投入2014年九合一選舉而創立，在臺北市萬華區華江里及北投區文林里各提出一位候選人，皆未能當選。2018年提名劉春美參選台東市豐榮里里長以2678票當選，為該黨目前唯一參與選舉之當選者。

## 反同性婚姻
該黨反對同性婚姻，主席張全鋒為台灣宗教團體愛護家庭大聯盟發言人，副主席許惠珍2014年參與公聽會發表反同性婚姻言論，並稱「家庭是中國倫常的核心，屆時同性婚姻合法化，將鼓勵性解放」，2016年又參與公聽會提出「性器說」，表示「男人的性器官是為女人而生、女人的性器官是為男人而生，性器官的主人不是自己。」，遭時任時代力量立委黃國昌諷刺：「我今天才知道原來我的器官不是我自己的。」

## 歷屆選舉情況

### 村里長
| 選舉名稱                 | 縣市   | 村里名       | 姓名   | 結果   |
| ------------------------ | ------ | ------------ | ------ | ------ |
| 2014年中華民國村里長選舉 | 臺北市 | 萬華區華江里 | 李式文 | 未當選 |
| 2014年中華民國村里長選舉 | 臺北市 | 北投區文林里 | 林聖峰 | 未當選 |
| 2018年中華民國村里長選舉 | 新北市 | 樹林區山佳里 | 陳志松 | 未當選 |
| 2018年中華民國村里長選舉 | 臺東縣 | 臺東市豐榮里 | 劉春美 | 當選   |
| 2022年中華民國村里長選舉 | 臺北市 | 北投區文林里 | 林聖峰 | 未當選 |